# Красімір Анев
Красімір Анев (болг. Красимир Анев; нар. 16 червня 1987  Самоков, Болгарія) — болгарський біатлоніст, учасник чемпіонатів світу з біатлону, триразовий призер чемпіонатів Європи з біатлону, учасник етапів кубка світу з біатлону.

## Виступи на Олімпійських іграх
| Рік  | Місце проведення | Інд | Спр | Пр | МС | Ест |
| 2010 | Ванкувер         | 25  | 25  | 45 |    | 16  |

## Виступи на чемпіонатах світу
| Рік  | Місце проведення     | Інд | Спр | Пр  | МС | Ест | ЗМ |
| 2008 | Естерсунд            | 38  | 56  | 51  |    |     |    |
| 2009 | Пхьончхан            | 36  | 36  | 45  |    | 11  |    |
| 2011 | Ханти-Мансійськ      | 51  |     |     |    | 16  |    |
| 2012 | Рупольдінг           | 19  | 52  | DNS |    | 17  | 22 |
| 2013 | Нове Место-на-Мораві | 37  | 11  | 19  |    | 9   | 16 |

## Кар'єра в Кубку світу
- Дебют в кубку світу — 2 грудня 2006 року в спринті в Естерсунді — 68 місце.
- Перше попадання в залікову зону — 14 лютого 2008 року в індивідуальній гонці в Естерсунді — 38 місце.

## Загальний залік в Кубку світу
- 2008–2009 — 97-е місце (10 очок)
- 2009–2010 — 67-е місце (61 очко)
- 2010–2011 — 38-е місце (207 очок)
- 2011–2012 — 41-е місце (200 очкок)
- 2012–2013 — 38-е місце (222 очки)

## Статистика стрільби
| № п/п | Сезон     | Загальна         | Індивідуальна гонка | Спринт          | Гонка переслідування | Мас-старт      | Естафета       |
| ----- | --------- | ---------------- | ------------------- | --------------- | -------------------- | -------------- | -------------- |
| 1     | 2006-2007 | 83,7 % (72/86)   | 80,0 % (16/20)      | 92,5 % (37/40)  | 0,0 % (0/0)          | 0,0 % (0/0)    | 73,1 % (19/26) |
| 2     | 2007-2008 | 92,0 % (103/112) | 92,5 % (37/40)      | 95,0 % (38/40)  | 90,0 % (18/20)       | 0,0 % (0/0)    | 83,3 % (10/12) |
| 3     | 2008-2009 | 77,2 % (207/268) | 85,0 % (51/60)      | 78,8 % (63/80)  | 78,3 % (47/60)       | 0,0 % (0/0)    | 67,6 % (46/68) |
| 4     | 2009-2010 | 81,7 % (206/252) | 81,7 % (49/60)      | 81,1 % (73/90)  | 87,5 % (35/40)       | 0,0 % (0/0)    | 79,0 % (49/62) |
| 5     | 2010-2011 | 89,5 % (246/275) | 91,3 % (73/80)      | 93,3 % (56/60)  | 85,0 % (51/60)       | 90,0 % (36/40) | 85,7 % (30/35) |
| 6     | 2011-2012 | 84,0 % (299/356) | 91,7 % (55/60)      | 84,4 % (76/90)  | 86,3 % (69/80)       | 75,0 % (30/40) | 80,2 % (69/86) |
| 7     | 2012-2013 | 84,6 % (325/384) | 91,7 % (55/60)      | 83,0 % (83/100) | 83,6 % (117/140)     | 0,0 % (0/0)    | 83,3 % (70/84) |